# Roland Trimen
Roland Trimen (Paddington, Londres, 29 octobre 1840-25 juillet 1916 à Londres) est un entomologiste (spécialiste des lépidoptères sud-africains) et naturaliste britannique et sud-africain.
Il est conservateur du South-African Museum au Cap de 1872 à 1895, succédant à ce poste à Edgar Leopold Layard (1825-1900).
Il est l'auteur, avec James Henry Bowker, de South African Butterflies (1887–1889), ouvrage en trois volumes consacré aux lépidoptères.
Lauréat de la médaille Darwin en 1910.
Son frère est le botaniste Henry Trimen (1843-1896).